# Gustav Holzmann (Politiker)
Gustav Holzmann (* 8. August 1825 in Köthen; † 13. Februar 1903 ebenda) war Jurist und Mitglied des Konstituierenden Reichstags des Norddeutschen Bundes.

## Leben
Holzmann besuchte das Gymnasium zu Köthen und studierte Rechtswissenschaften in Leipzig. Ab 1847 war er Advokat, später Aktuar und ab 1853 Richter. Er war Mitglied des Landtags des Herzogtums Anhalt für die Städte des 2. Kreises von 1860 bis 1862, zugleich Mitglied des Landtagsausschusses und der Staatsschuldenverwaltung. 1864/65 war er wieder Landtagsmitglied, erhielt aber bei seiner Wiederwahl nach der Auflösung im Winter 1865 nicht die höchste Bestätigung. 1862/63 geriet er mit dem Bernburgschen Minister von Schätzell wegen des Salzbergwerks in parlamentarischen und literarischen Streit.
1867 war er Mitglied des Konstituierenden Reichstags des Norddeutschen Bundes für den Reichstagswahlkreis Herzogtum Anhalt 2 (Bernburg, Köthen, Ballenstedt) und die Nationalliberale Partei.